# Guillaume Ier de Rarogne
Pour l’article homonyme, voir Guillaume Ier.
Guillaume Ier de Rarogne, né vers 1351 et mort en 1402, est évêque de Sion de 1391 à 1402. 

## Biographie
Il est membre de la famille de Rarogne, qui a donné quatre évêques de Sion.